# Yves Ngabu
Yves Ngabu (* 5. Dezember 1988 in der Roeselare, Belgien) ist ein belgischer Profiboxer, ehemaliger EBU-Europameister und aktueller IBO-Weltmeister im Cruisergewicht.
Seine Eltern stammen aus der DR Kongo, sein Vater Jean Pierre Mbemba Ngabu spielte Fußball beim RSC Anderlecht.

## Boxkarriere
Yves Ngabu gewann als Amateur 23 von 27 Kämpfen und bestritt sein Profidebüt am 13. Juni 2011 in Belgien. Im Juni 2014 gewann er den Belgischen Meistertitel und im November 2015 den Titel WBC Frankophone.
Nach 17 Siegen erhielt er am 4. Juni 2017 die Möglichkeit, um den vakanten EBU-Europameistertitel im Cruisergewicht anzutreten, der zuvor vom Ukrainer Dmytro Kutscher niedergelegt worden war. Sein Gegner wurde Tamás Lődi aus Ungarn. Ngabu gewann den Kampf durch TKO in der vierten Runde. Seine erste Titelverteidigung gewann er im Januar 2018 durch TKO in der dritten Runde gegen seinen Landsmann Geoffrey Battelo. Im Februar 2019 gewann er zudem einstimmig nach Punkten gegen den Dänen Micki Nielsen.
In seiner dritten Titelverteidigung, am 26. Oktober 2019 in London, verlor er durch TKO in Runde 7 gegen Lawrence Okolie.
Im Mai 2023 verlor er knapp per Split Decision nach Punkten gegen Jewgeni Tischtschenko, gewann jedoch im September 2023 durch TKO gegen den bis dahin ungeschlagenen IBO-Weltmeister Floyd Masson (13-0). Seine erste Titelverteidigung gewann er im Juni 2024 gegen den ebenfalls ungeschlagenen Mexikaner Kevin Martínez (13-0).